# Penicillium chrysogenum
Penicillium chrysogenum (dříve též Penicillium notatum) je běžný druh plísní z rodu štětičkovec (Penicillium), který roste např. ve vlhkých či vodou poškozených budovách, ale také na některých zkažených potravinách. Některé látky (sekundární metabolity), které se v tomto druhu plísní vyskytují, jej proslavily: zejména různá beta-laktamová antibiotika, jako je penicilin; dále ovšem také roquefortin C, meleagrin, chrysogin, xanthocilliny, sekalonové kyseliny, sorrentanon, sorbicillin a PR-toxin.

## Popis
P. chrysogenum má podobný životní cyklus jako další druhy rody Penicillium: obvykle se rozmnožuje pomocí suchých řetízků spór (konidií), které jsou umístěné v konidioforech štětkovitého uspořádání. Konidie jsou roznášeny vzduchem a mají modrou až modrozelenou barvu. P. chrysogenum také někdy vylučuje žlutý pigment, ačkoliv barva není dostatečným znakem pro její odlišení od podobných druhů, jako je např. Penicillium rubens. Konidie P. chrysogenum jsou pro některé osoby alergenní.

## Historie výzkumu
Penicilin byl objeven v roce 1928 v laboratoři Alexandra Fleminga. Uvádí se, že Flemingova laborantka ponechala otevřené okno v místnosti, kde byly uloženy Petriho misky s narostlými kulturami stafylokoků. Misky byly kontaminovány plísněmi, které otevřeným oknem na misky nalétaly. Fleming si všiml, že stafylokoky v okolí plísňové kontaminace umírají a údajně se pousmál se slovy „That's funny“. Druh plísně byl určen jako Penicillium notatum (ač se později ukázalo, že se jednalo o P. rubens) a látka, která měla baktericidní účinek na stafylokoky, byla pojmenována jako penicilin G. Stala se později prvním významným antibiotikem.